# Bătălia de la Brodî (1941)
Bătălia de la Brody (alte nume: Bătălia de la Dubna, Bătălia de la Dubno, Bătălia de la Rovne, Bătălia de la Rovne-Brody) a fost o luptă cu tancuri dată între Corpul III de Armată și Corpul XLVIII Panzer (motorizat) ale Grupului 1 Panzer și cinci corpuri mecanizate ale Armatei a 5-a și Armatei a 6-a sovietice care a avut loc în triunghiul format din orașele Dubno, Brody și Luțk între 23 și 30 iunie 1941. A fost una dintre cele mai intense angajamente blindate din faza de deschidere a Operațiunii Barbarossa, iar unii spun că ar putea depăși mult mai faimoasa Bătălie de la Prohorovka. Este de departe bătălia la care a participat cel mai mare număr de tancuri (în mod incorect, Bătălia de la Prohorovka, parte a bătăliei de la Kursk, este văzută ca cea mai mare bătălie cu tancuri). Este cunoscută în istoriografia sovietică drept una dintre „bătăliile defensive de frontieră”. Deși formațiunile Armatei Roșii au provocat pierderi grele forțelor germane, acestea au fost depășite și au suferit pierderi enorme în tancuri. Logistica sovietică slabă, supremația aeriană germană și o defecțiune totală în comanda și controlul Armatei Roșii au asigurat victoria Wehrmacht-ului, în ciuda superiorității numerice și tehnologice copleșitoare ale Armatei Roșii.